# Постійність пам'яті
«Пості́йність па́м'яті» (ісп. La persistencia de la memoria) — картина  іспанського художника Сальвадора Далі, написана у 1931 році. Одна з найвідоміших робіт художника. Картина обросла безліччю народних назв: «Профіль часу», «Стікаючий час», «М’які годинники», «Об’єм пам’яті», «Стійкість пам’яті». Експонується в Музеї сучасного мистецтва в Нью-Йорку з 1934 року.
Цей твір з моменту його написання і до наших днів став символом мінливості й хисткості часу і простору. Теорія відносності, сформульована Ейнштейном, особливим чином змішалася в мозку художника із спостереженнями за плавленим сиром, що стало ідеєю, яка спонукала Далі написати цей шедевр.
Майже про всі свої картини Сальвадор Далі залишав записи у своєму щоденнику, але про картину «Пості́йність па́м'яті» дослідники там не знайшли жодного слова. Звідси походить існування декількох найрізноманітніших версій щодо сенсу цього полотна. Мабуть, однією з найоригінальніших версій, є зображення художником свого страху перед чоловічим безсиллям у вигляді м’яких і безформних предметів.
Головний образ роботи - «текучий годинник» - може бути пояснений спробою передати в картині складний і нелінійний характер часу, відносність і хитромудрість процесу. Сам автор стверджував, що писав картину під час нападу мігрені. Звідси й алегоричне зображення сплячої голови, як туга по здоровому сну і натяк на складні образи, викликані стражданням.

## Історія створення
Розм’якшені годинники, що наче стікають вниз — образ, який виражає відхід від лінійного розуміння часу. Згідно свого методу, художник пояснював походження сюжету роздумами про природу плавленого сиру:
|  | ... Вирішивши написати годинник, я написав його м'яким. Це було одного разу ввечері, я втомився, у мене була мігрень — вкрай рідкісна для мене недуга. Ми мали піти з друзями в кіно, але в останній момент я вирішив залишитись вдома. Гала піде з ними, а я ляжу спати раніше. Ми поїли дуже смачного сиру, потім я залишився один, сів, сперся на стіл і роздумував над тим, що плавлений сир є суперм'яким. Я встав і пішов до майстерні, для того, щоб, як звичайно, кинути погляд на свою роботу. Картина, яку я збирався писати, зображувала пейзаж околиць Порт-Льїгата, скелі, ніби осяяної неяскравим вечірнім світлом. На першому плані я накидав обрубаний стовбур безлистої оливи. Цей пейзаж — основа для полотна з якоюсь ідеєю, але якою? Мені було потрібне дивне зображення, але я не знаходив його. Я пішов вимкнути світло, але коли вийшов, буквально побачив рішення: дві пари м'яких годинників, вони жалісно звисають з гілки олив. Не зважаючи на мігрень, я підготував палітру й узявся за роботу. Через дві години, коли Гала повернулась з кіно, картина, яка мала стати однією із найвідоміших, була закінчена. |

## Опис
На картині «Пості́йність па́м'яті» зображений типовий для Сальвадора Далі спокійний пейзаж з невеликою кількістю деталей, що став фоном для годинників, які повільно плавляться і розтікаються, немов від спеки. Це протиставлення лінійності плину часу і зображення вигнутих і розтягнувся годин створюють особливу смислове загадку цього полотна. Єдині тверді годинники, зображені на картині, лежать циферблатом вниз і кишать мурахами – символом гниття і розкладання у творчості Дали.
Три циферблати годинників ніби плавляться, стають м'якими і обтікають об'єкти, на які вони ніби накинуті. Один циферблат завис на гілці сухого обламаного дерева; другий, з мухою, що повзе по ньому, охоплює край прямокутного подіуму; третій циферблат огортає дещо схоже на деформовану чоловічу голову із заплющеними очима.
Улюблені для Далі символи: яйце (життя), море (безсмертя), олива (мудрість), мурахи (тлін, розкладання) - тут зібрані в єдиній композиції. Плинності годин протиставлена чітка і жорстка форма підстав для деталей. На картині вечір, гаряче сонце освітлює ще мис, що врізається в море, але велика частина площі роботи - вже в тіні. Сам вечір, як символ смутку і меланхолії, визначає загальний настрій роботи.
Коричнева гама, яка тяжіє в колориті роботи, створює атмосферу помірного песимізму. Далі, як завжди, дуже точний в малюнку і численних деталях. Строгий ряд окремих предметів, що становить композицію роботи, тільки на перший погляд випадковий. Гармонію роботи, її легкий характер і простоту сприйняття забезпечує велика кількість "порожнього" простору роботи. Мініатюрний розмір картини - також безсумнівна перевага роботи, переконливо свідчить на користь особистого характеру роботи, одкровення, глибоко особистих переживань автора.
Увагу до роботи викликано ще й тим, що сам автор виступив з роз'ясненнями щодо змісту своєї роботи. Зазвичай небагатослівний і скупий на коментарі художник, в цей раз був незвичайно балакучий. Кожне слово великого містифікатора використовувалася мистецтвознавцями для аналізу всіх інших робіт сюрреалізму.